# کریسی راک
کریسی راک (انگلیسی: Crissy Rock؛ زادهٔ ۲۳ سپتامبر ۱۹۵۸) یک هنرپیشه اهل بریتانیا است. وی از سال ۱۹۹۴ میلادی تاکنون مشغول فعالیت بوده‌است.
- بفرمایید شام